# Torpo
Torpo är en tätort och kyrkby i Åls kommun i Buskerud fylke i Norge. Orten ligger i Hallingdal, vid riksväg 7, Bergenbanan och älven Hallingdalselva. Här finns Torpo kyrka och Torpo stavkyrka.